# Émile Billard
François Alexandre Émile Billard (* 5. April 1852 in Le Havre; † 29. Juni 1930 ebenda) war ein französischer Segler.

## Erfolge
Émile Billard, der für die Société des Régates du Havre segelte, nahm an den Olympischen Spielen 1900 in Paris teil, wo er in der Bootsklasse 10 bis 20 Tonnen antrat. Gemeinsam mit Paul Perquer siegte er mit seiner Yacht Estérel in der ersten und dritten von insgesamt drei Wettfahrten und belegte bei der zweiten Wettfahrt den zweiten Platz. Mit 29 Gesamtpunkten gewannen Billard und Perquer die Regatta vor der Quand-même von Jean Decazes und der Laurea von Edward Hore, womit sie Olympiasieger wurden.